# Marie af Baden (1782-1808)
Marie af Baden (tysk: Marie von Baden; 7. september 1782 – 20. april 1808) var en tysk prinsesse af Baden. Som ægtefælle til Frederik Vilhelm af Braunschweig-Wolfenbüttel var hun hertuginde af Braunschweig-Wolfenbüttel fra 1806 til 1807, hvor Braunschweig-Wolfenbüttel blev indlemmet i Kongeriget Westfalen.

## Biografi
Marie blev født den 7. september 1782 i Karlsruhe i Baden som femte datter af Arveprins Karl Ludvig af Baden og Amalie af Hessen-Darmstadt.
Hun blev gift den 1. november 1802 i Karlsruhe med Hertug Frederik Vilhelm af Braunschweig-Wolfenbüttel, der var fjerde søn af Karl Vilhelm Ferdinand af Braunschweig-Wolfenbüttel og Augusta af Storbritannien.
Da hendes svigerfader døde i 1806, blev hendes mand regerende hertug af Braunschweig-Wolfenbüttel og Marie selv blev hertuginde. Braunschweig-Wolfenbüttel mistede imidlertid sin selvstændighed allerede året efter, da området blev indlemmet i Kongeriget Westfalen i 1807. Hertuginde Marie måtte flygte med sine børn. I første omgang boede hun hos sin søter Dronning Frederikke af Sverige i Malmø, derefter hos sin bror Arveprins Karl af Baden.
Marie døde den 20. april 1808 i Bruchsal i Baden. 

### Børn
Marie og Frederik Vilhelm fik to sønner:
- Karl (1804-1873), Hertug af Braunschweig 1815-1830
- Vilhelm (1806-1884), Hertug af Braunschweig 1830-1884.

## Eksterne links
- Wikimedia Commons har flere filer relateret til Marie af Baden (1782-1808)